# Opera House (Wellington)

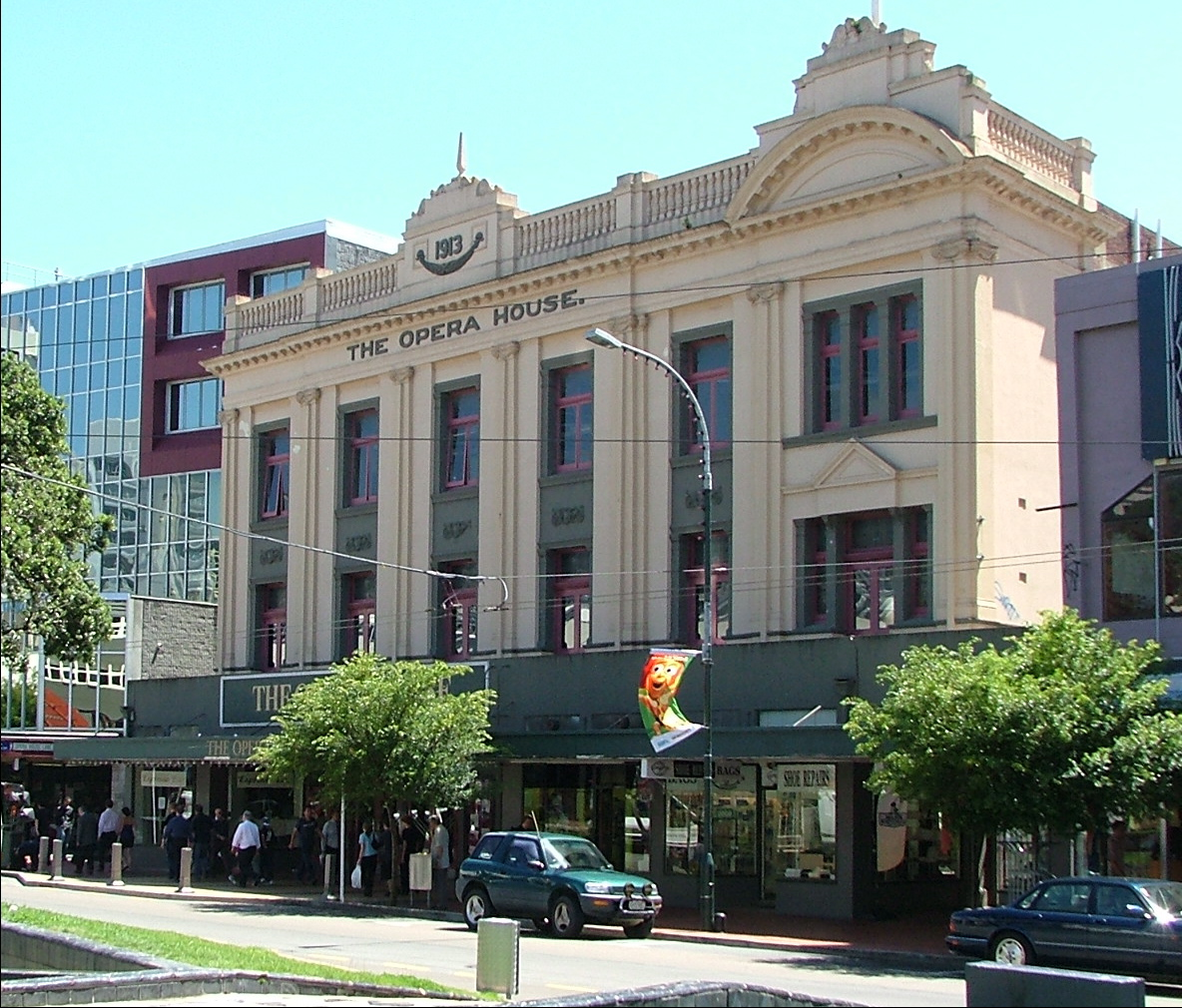
Opera House.

A Opera House é um teatro em Wellington, Nova Zelândia. Foi desenhada por William Pitt. Originalmente conhecida por Grand Opera House, a construção começou em 1911. É um edifício de tijolo, com chãos de madeira. Em 1977 foi restaurado pela State Insurance Tower, e por muitos anos ficou conhecida por State Opera House. Actualmente é simplesmente conhecida por Opera House.